# أوتليا مكشوطة
أوتليا مكشوطة (الاسم العلمي:Ottelia emersa) هي نوع من النباتات يتبع جنس الأوتليا من الفصيلة الحب المائية.